# William Cameron McCool
William Cameron „Willie“ McCool (* 23. September 1961 in San Diego, Kalifornien, USA; † 1. Februar 2003 über dem Süden der USA) war ein US-amerikanischer Astronaut.

## Werdegang
Als Kind von Angehörigen des US-Militärs zog McCool in seiner Jugend häufig um und lebte unter anderem in Urbana (Illinois), Duluth (Minnesota) und zwei Jahre auf Guam, wo er seine spätere Frau kennenlernte. Dank seiner hohen Intelligenz und seines großen Lernwillens bereiteten ihm die häufigen Schulwechsel keine Schwierigkeiten. Ab 1977 wohnte die Familie in Lubbock (Texas), wo Willie die Coronado High School besuchte und 1979 den Abschluss machte. Er trat in die US-Marine ein und studierte an der United States Naval Academy in Maryland. Sein Bachelor-Diplom im Fach Angewandte Naturwissenschaften erhielt er 1983 als Zweitbester seines Jahrgangs – unter 1083 Absolventen. Es schloss sich ein Informatikstudium an der University of Maryland an, das er nach vier Semestern mit einem Master beendete.

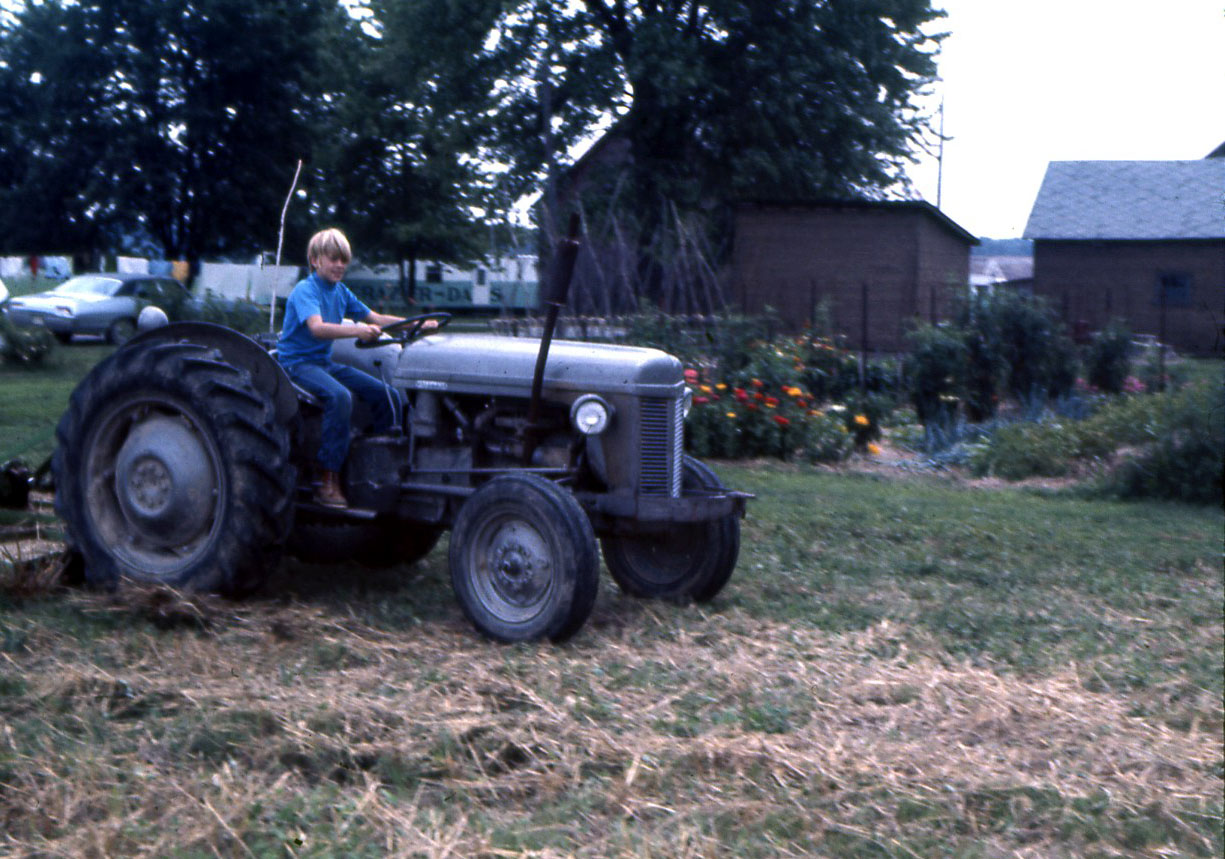
McCool im Alter von ca. zwölf Jahren am Steuer eines Traktors

McCool wurde in Texas zum Marinepiloten ausgebildet und 1986 zu einer Einheit nach Whidbey Island (Washington) versetzt. Dort wurde er auf der EA-6B „Prowler“ geschult, einem speziell für die elektronische Kampfführung gebauten Flugzeug.
Nach zwei Mittelmeereinsätzen an Bord des Flugzeugträgers „USS Coral Sea“ nahm er an einem Ausbildungsprogramm für studierende Testpiloten teil, an dem sich die Naval Postgraduate School (NPS) im kalifornischen Monterey und die United States Naval Test Pilot School (USNTPS) an der US-Ostküste beteiligten. Ab Herbst 1989 studierte McCool an der NPS Luftfahrttechnik. Daneben absolvierte er gleichzeitig ein Testpilotenseminar an der USNTPS, die sich in Maryland auf der Naval Air Station Patuxent River befindet. Im Sommer 1992 verlieh ihm die NPS einen Master und von der USNTPS erhielt er die Testpilotenurkunde mit Auszeichnung.
Anschließend blieb McCool auf der Patuxent-River-Basis und arbeitete am Strike Aircraft Test Directorate als Testpilot für Maschinen der Typen TA-4J „Skyhawk“ und EA-6B. Später kehrte er zu seinem alten Stützpunkt auf Whidbey Island zurück und diente mit einem „Prowler“-Geschwader auf der Enterprise. Insgesamt konnte McCool auf eine Flugerfahrung von über 2800 Stunden auf 24 Flugzeugtypen und mehr als 400 Landungen auf Flugzeugträgern verweisen.

## Astronautentätigkeit
McCool befand sich gerade mit dem Flugzeugträger auf einem Einsatz, als ihn die NASA 1996 für die 16. Astronautengruppe auswählte. Er zählte zu den insgesamt 2432 Kandidaten, die den formalen Auswahlkriterien entsprachen. Daraus gingen 123 Finalisten hervor, die zwischen Oktober 1995 und Februar 1996 das Johnson Space Center in Houston (Texas) besuchten, um Bewerbungsgespräche zu führen und medizinisch untersucht zu werden. McCool war bereits bei der 15. Astronautengruppe in die Endrunde gekommen, dann aber nicht ausgewählt worden.
Die Grundausbildung begann im Herbst 1996 und dauerte zwei Jahre. Ursprünglich war er für den EDV-Unterstützungszweig zuständig, dann als technischer Assistent für den Direktor von Flugbesatzungsoperationen. Danach übernahm McCool Aufgaben im Bereich des Cockpit-Upgrades im Astronautenbüro, wo er Verbesserungsvorschläge für die Pilotenkonsolen ausarbeitete.

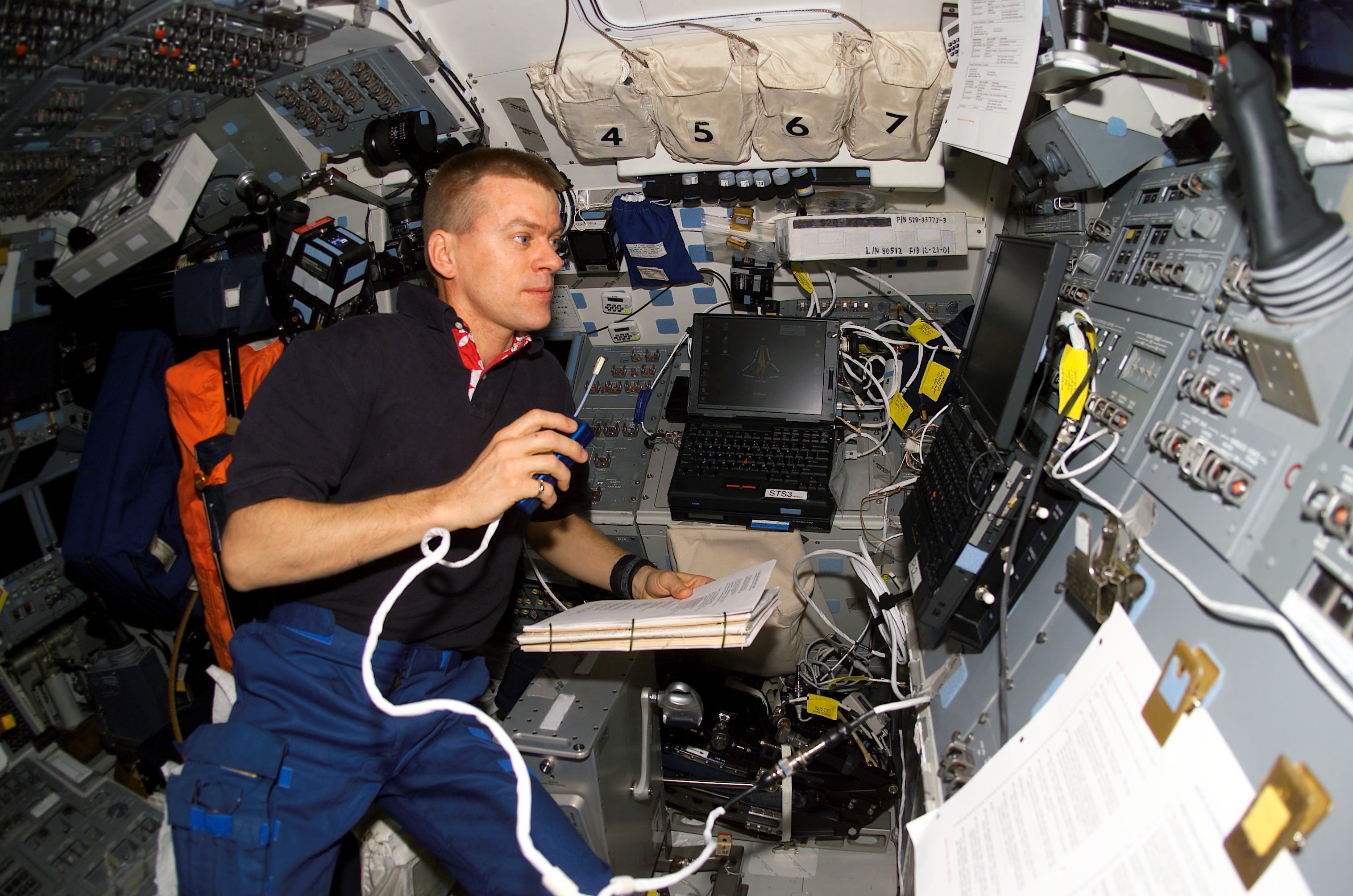
McCool an Bord der Columbia

Im Herbst 2000 wurde er seinem einzigen Raumflug zugeteilt. Verzögerungen im Shuttle-Programm führten dazu, dass die Mission STS-107 erst Mitte Januar 2003 beginnen konnte. Zwei Wochen wurde an Bord wissenschaftlich geforscht. Im Spacehab-Modul nahmen die Astronauten über 80 Experimente vor, die rund um die Uhr liefen. Aus diesem Grund arbeitete die Mannschaft im Zwei-Schicht-Betrieb. McCool leitete das Blaue Team, dem auch die Missionsspezialisten Brown und Anderson angehörten. Die übrigen vier Crewmitglieder stellten das Rote Team. Die Raumfähre zerbrach während der Rückkehr, nur 16 Minuten vor der geplanten Landung. Alle Astronauten an Bord der Columbia kamen dabei ums Leben.
McCool hinterließ seine Frau und drei Söhne. Die Überreste seines Leichnams wurden im Bundesstaat Washington beigesetzt. Sein Grabstein befindet sich jedoch auf dem „North Prairie“-Friedhof in Washington County (Illinois), wo seine Urgroßeltern und Ururgroßeltern (die ca. 1850 aus Unterlübbe in die USA auswanderten) begraben liegen.

## Auszeichnungen
Unter anderem erhielt McCool folgende Auszeichnungen: 
- Congressional Space Medal of Honor (postum)
- NASA Space Flight Medal
- NASA Distinguished Service Medal
- Defense Distinguished Service Medal

Darüber hinaus wurden zum Gedenken an William McCool der Asteroid (51829) Williemccool, eine Erhebung auf dem Mars (McCool Hill), der kleine Krater McCool auf dem Mond, eine Schule in dem Dorf Santa Rita auf Guam (William C. McCool Elementary/Middle School), der Sportplatz seiner High School in Lubbock (Willie McCool Track and Field), wo auch eine überlebensgroße Statue von McCool aufgestellt wurde, sowie verschiedene andere Turnhallen und Computerlabore in anderen Schulen postum nach dem Astronauten benannt.